# Oscar de ballonvaarder
Oscar de Ballonvaarder is een reeks interactieve cd-roms. Deze reeks, bedoeld voor kinderen van 4 tot 10 jaar, werd oorspronkelijk uitgegeven in het Duits door de multimedia-uitgeverij TIVOLA. 
Ze werd in het Nederlands vertaald door Uitgeverij Lannoo. Er werden meer dan 500.000 exemplaren van de cd-rom verkocht in België en Nederland. 
De reeks is opgebouwd als edutainment (samentrekking van educatief en entertainment), wat betekent dat kinderen met deze interactieve toepassingen spelen en leren tegelijk. Voor de meeste titels is dan ook een lesbrief beschikbaar, waarin leerkrachten concrete voorbeelden vinden van hoe ze de cd-roms in een klassituatie kunnen gebruiken. De cd-roms zijn opgebouwd met 2D-animatie. 

## Verhalen
Alle verhalen van Oscar de Ballonvaarder zijn opgebouwd rond eenzelfde structuur: Oscar komt met zijn seizoensballon - een speciale luchtballon waarmee hij doorheen het seizoen kan reizen - terecht in een specifieke biotoop, waar hij zijn vriend Balthasar Pompernikkel ontmoet. Balthasar is een professor die het leven van de dieren in die biotoop wil onderzoeken. Hij heeft echter één probleem: hij is bang van de dieren. Daarom roept hij Oscar te hulp. Oscar gaat op onderzoek en bezoekt de dieren in die biotoop. Dankzij de seizoenenballon kan hij leren hoe de dieren leven in elk seizoen. Bij elk van de dieren zitten ook interactieve spelletjes verstopt. Door alle dieren in alle seizoenen te verkennen, kunnen alle spelletjes gevonden worden. Eenmaal een spelletje gevonden, wordt het bijgehouden door Carmella, de spelletjeskoffer van Oscar de Ballonvaarder. 

## Titels
Volgende titels verschenen in het Nederlands:
1. Oscar de Ballonvaarder ontdekt de boerderij (over koeien, kippen, schapen, varkens en ooievaars)
2. Oscar de Ballonvaarder en de geheimen van het bos (over spechten, vleermuizen, dassen, eekhoorns, mieren, slakken en muizen)
3. Oscar de Ballonvaarder in de vrije natuur (over uilen, hazen, mollen, egels, reeën, vlinders en hagedissen)
4. Oscar de Ballonvaarder duikt onder water (over bevers, snoeken, eenden, kikkers, ringslangen, baars, mossel en libellen)
5. Oscar's Knutseldoos
6. Oscar de Ballonvaarder ontdekt de bergen (over gemzen, herten, steenarenden, beren, bergkoeien, knorhoenen en marmotten)
7. Oscar de Ballonvaarder met vakantie aan zee (over meeuwen, haaien, kabeljauwen, kwallen, zeehonden, garnalen, koolvissen, schollen en bruinvissen)

## Stemmen
De stemmen werden opgenomen in Studio Arrogant in Brussel. De stemregie was in handen van Pascale Pringels en Katelijne Boon. De meest bekende stem in de cast is die van Johan Terryn, die de rol van Balthasar Pompernikkel op zich neemt. Andere stemmen zijn onder andere Katelijne Boon, Herman Dewinné, Jos Dom, Guusje Van Tilborgh en Hilde Van Wesepoel.